# Supa Ngwao Museum

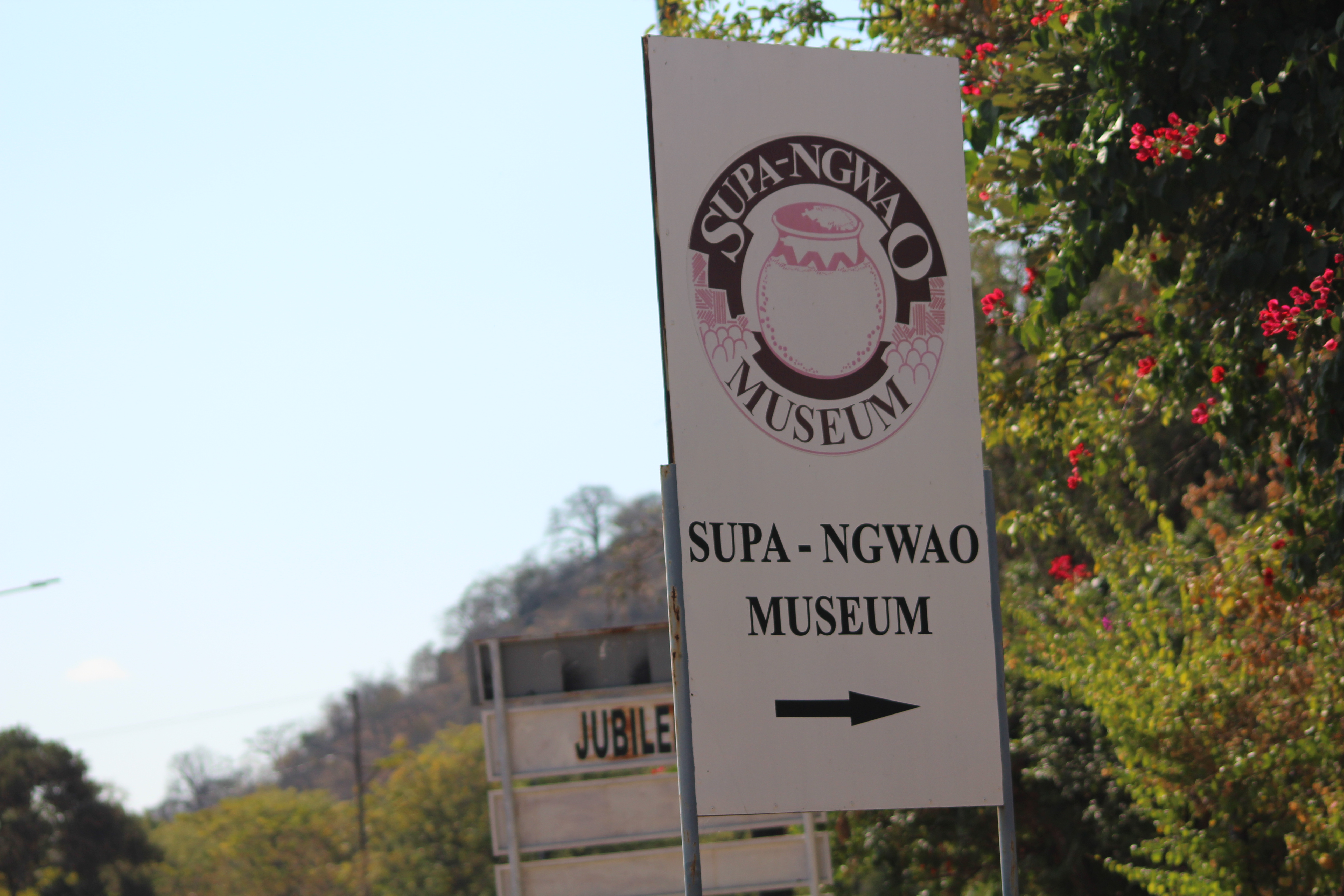
Panneau indiquant le musée.

Le Supa Ngwao Museum est un musée du Botswana, situé à Francistown, dans le nord-est du pays, non loin de la frontière avec le Zimbabwe. C'est le musée régional du District du Nord-Est.

## Histoire
Le musée a été créé en 1986, mais il n'a véritablement ouvert ses portes qu'en 1992.

## Collections
C'est un musée ethnographique et historique, qui fait notamment une large place à la culture kalanga.